# Lactarius albocarneus
Lactarius albocarneus är en svampart som beskrevs av Britzelm. 1895. Lactarius albocarneus ingår i släktet riskor och familjen kremlor och riskor.  Artens status i Sverige är: Ej påträffad. Inga underarter finns listade i Catalogue of Life.

## Källor

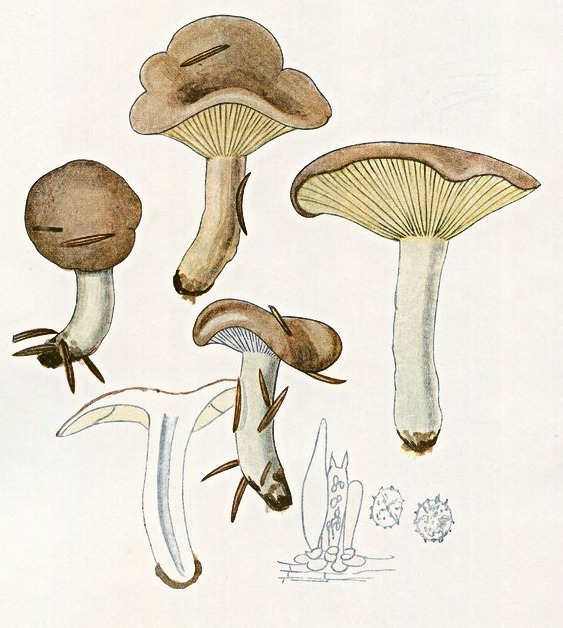